# Guttet-Feschel
Guttet-Feschel est une commune suisse du canton du Valais, située dans le district de Loèche.
Elle est issue de la fusion des communes de Feschel et de Guttet en 2000.